# Trofeo Aigües Sant Aniol
El Trofeo Aigües de Sant Aniol es un torneo de verano amistoso de fútbol jugado en España, y que organiza el UE Olot, el torneo celebró su primera edición en el año 2012, en el cual el RCD Espanyol se proclamó campeón. Se disputa en el Estadio Municipal de Olot.

La disputa del trofeo es a partido único y siempre se celebra en el estadio del equipo organizador.

## Finales
| Año  | Campeón      | Subcampeón     |
| ---- | ------------ | -------------- |
| 2012 | RCD Espanyol | UE Olot        |
| 2013 | UE Olot      | FC Barcelona B |
| 2014 | RCD Espanyol | UE Olot        |
| 2015 | UE Olot      | Gerona FC      |

## Palmarés
| Club         | Títulos |
| ------------ | ------- |
| UE Olot      | 2       |
| RCD Espanyol | 2       |

- Datos: Q20994394